# Boumaboulevard
De Boumaboulevard is een weg in de stad Groningen.
De boulevard kan worden gezien als de hoofdweg van de wijk Europapark. Hij loopt van de Europaweg langs het stadion van FC Groningen (de Euroborg) tot de tweesprong met de Verlengde Lodewijkstraat en de straat Helperpark bij het treinstation Europapark.
De weg is genoemd naar de stedenbouwkundige Siebe Jan Bouma.